# فن ماثورا
يشير مصطلح «فن ماثورا» إلى مدرسة معينة في الفن الهندي، تنحصر أعمالها الباقية تقريبًا في شكل النحت، وقد بدأت في القرن الثاني قبل الميلاد، وتركزت في مدينة ماثورا، في وسط شمال الهند، خلال فترة ازدهرت فيها البوذية والجاينية إلى جانب الهندوسية في الهند. «كانت ماثورا أول مركز فني ينتج أيقونات تعبدية للأديان الثلاثة»، والمركز البارز للتعبير الفني الديني في الهند والذي كان مؤثرًا في جميع أنحاء شبه القارة، على الأقل حتى عصر إمبراطورية جوبتا.
حسب التسلسل الزمني، أصبح النحت الماثوري بارزًا بعد الفن الماوري، فن الإمبراطورية الماورية (في الفترة مابين 322 و185 ق.م.). ويقال إنه يمثل «انفصالًا حادًا» عن الطراز الماوري السابق، سواء من حيث الحجم أو المواد المستخدمة أو الأسلوب. أصبحت ماثورا أهم مركز للإنتاج الفني في الهند منذ القرن الثاني ق.م.، نتيجة الإعجاب بتماثيلها الشهيرة من الحجر الرملي الأحمر وتصديرها في جميع أنحاء الهند. كان في ماثورا، على وجه الخصوص، أن أصبح العرف الهندي المميز بإعطاء الشخصيات المقدسة العديد من أعضاء الجسم، وخاصة الرؤوس والأذرع، شائعًا لأول مرة في الفن نحو القرن الرابع الميلادي، في البداية حصريًا في التماثيل الهندوسية، لأنه استمد الإلهام من نصوص الفيدا.
غالبًا ما يُقارن فن ماثورا بالفن اليوناني البوذي الذي نشأ بداية من القرن الأول الميلادي في غاندرا. هناك جدل على وجه الخصوص حول أصل صورة بوذا والدور الذي تلعبه كل مدرسة للفنون. قبل وضع صورة لبوذا، ربما نحو القرن الأول الميلادي، كان الفن البوذي الهندي، كما يُرى في بارهوتا أو سانجي، غير أيقونيّ في الأساس، يتجنب تمثيل بوذا، ويعتمد على رموزه، مثل عجلة دارما للقانون أو شجرة الحكمة البوذية.
استمرت ماثورا في كونها مركزًا مهمًا للنحت حتى فن جوبتا من القرن الرابع حتى السادس، إن لم يكن بعده. بعد هذا الوقت كان معظم النحت للأشكال الهندوسية.

## التاريخ المبكر

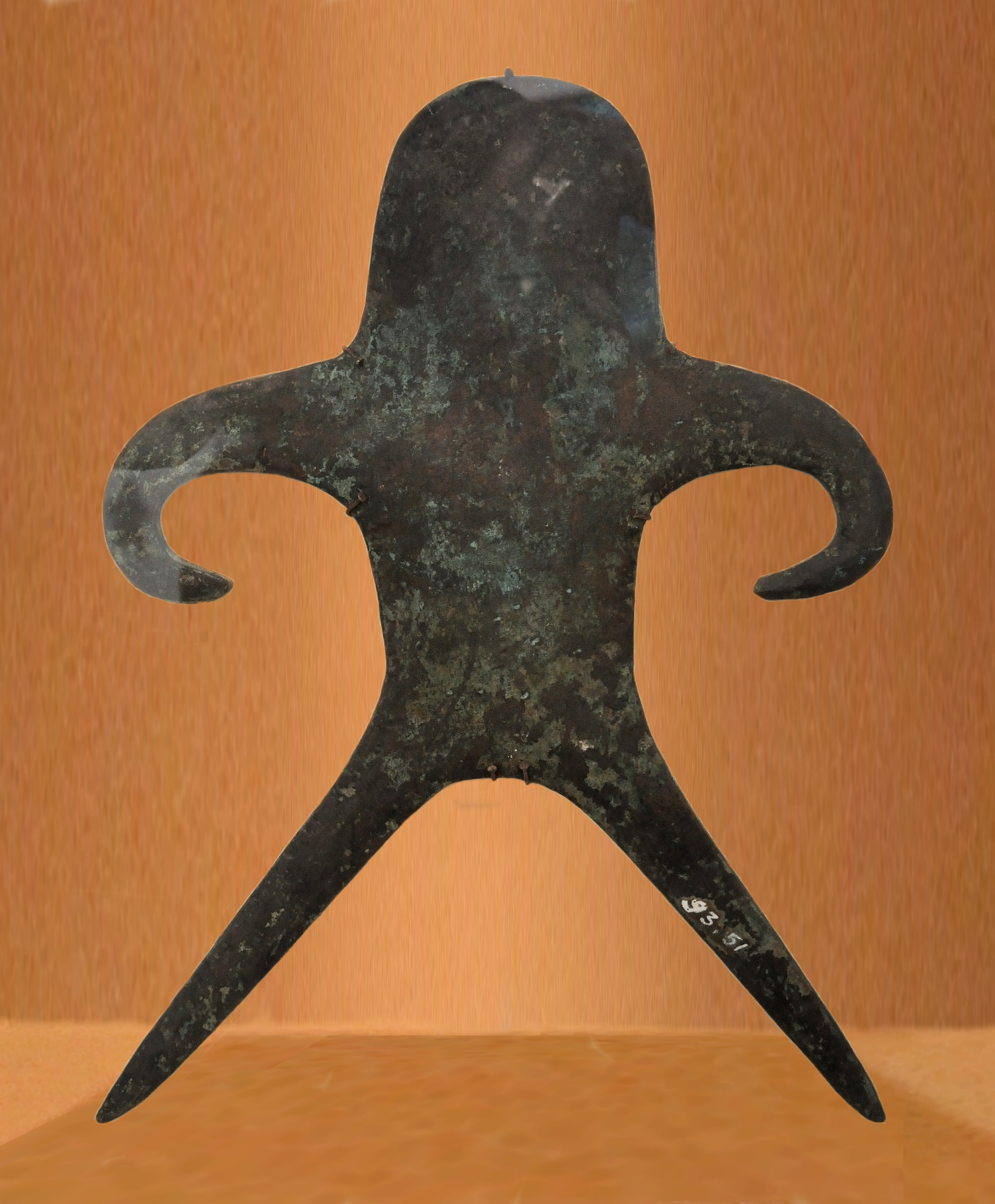
قطعة أثرية تتخذ هيئة بشرية من ماثورا. ثقافة اكتناز النحاس (الألفية الثانية بعد الميلاد). متحف ماثورا..

### عصر الحضارة الفيدية
يبدو أن بعض صور الآلهة المبكرة للغاية تظهر في فن حضارة وادي السند، لكن الألفية التالية، التي تزامنت مع الغزوات الآرية، ليس لها مثل هذه البقايا. وقد أُشير إلى أن الدين الفيدى المبكر ركز بشكل حصري على عبادة «قوى الطبيعة الأولية عبر تقديم القرابين»، والتي (قوى الطبيعة) لم يسهل تمثيلها في هيئة بشرية. قد تنتمي العديد من القطع الأثرية إلى ثقافة اكتناز النحاس (من الألفية الثانية بعد الميلاد)، ولبعضها سمات الهيئة البشرية. تختلف التفسيرات فيما يتعلق بالدلالة الدقيقة لهذه القطع الأثرية، أو حتى الثقافة والفترة التي تنتمي إليها. تظهر بعض الأمثلة على التعبير الفني أيضًا في تصميمات فخارية مجردة خلال ثقافة الآنية السوداء والحمراء (1450-1200 ق.م.) أو ثقافة الآنية الرمادية المنقوشة (1200-600 ق.م.)، مع اكتشافات في منطقة واسعة، بما في ذلك منطقة ماثورا.
توافِق معظم الاكتشافات المبكرة في ماثورا ما يسمى «الفترة الثانية للتحضر» في منتصف الألفية الأولى قبل الميلاد، بعد فجوة استمرت نحو ألف سنة بعد انهيار حضارة وادي السند. يبدو أن التصوير الذي يتخذ الهيئة البشرية لمختلف الآلهة قد بدأ في منتصف الألفية الأولى قبل الميلاد، ربما نتيجة لتدفق المؤثرات الأجنبية التي بدأت مع الغزو الأخميني لوادي السند، وصعود العقائد المحلية البديلة المعارضة للفيدية، مثل البوذية، والجاينية، والعبادات الشعبية المحلية.

### الفترة الماورية
يبدو أن ماثورا كانت مدينة غير مهمة نسبيًا في وسط شمال الهند خلال فترة الإمبراطورية الماورية (نحو 320-180 ق.م.)، التي كانت عاصمتها في شرق الهند في باتاليبوترا، لكن ميجاستنيس رغم ذلك دعاها بـ «المدينة العظيمة». ازدهر الفن والعمارة الماورية خلال تلك الفترة في مدن أخرى مثل باتاليبوترا، وكوسامبي، وفيديشا أو أمارافاتي، ولكن لا توجد أمثلة معروفة للنحت الحجري أو العمارة في ماثورا يمكن تأريخها بشكل مؤكد في الفترة الماورية. إذ أظهرت الحفريات أن البناء الأول المقام بالطوب اللبن، يعود تاريخه إلى نهاية فترة الإمبراطورية الماورية، نحو أوائل القرن الثالث ق.م. يبدو أن ماثورا برزت بصفتها مركزًا ثقافيًا وحضريًا فقط نحو 150-100 ق.م.

#### تماثيل التراكوتا (القرنين الرابع والثاني ق.م.)

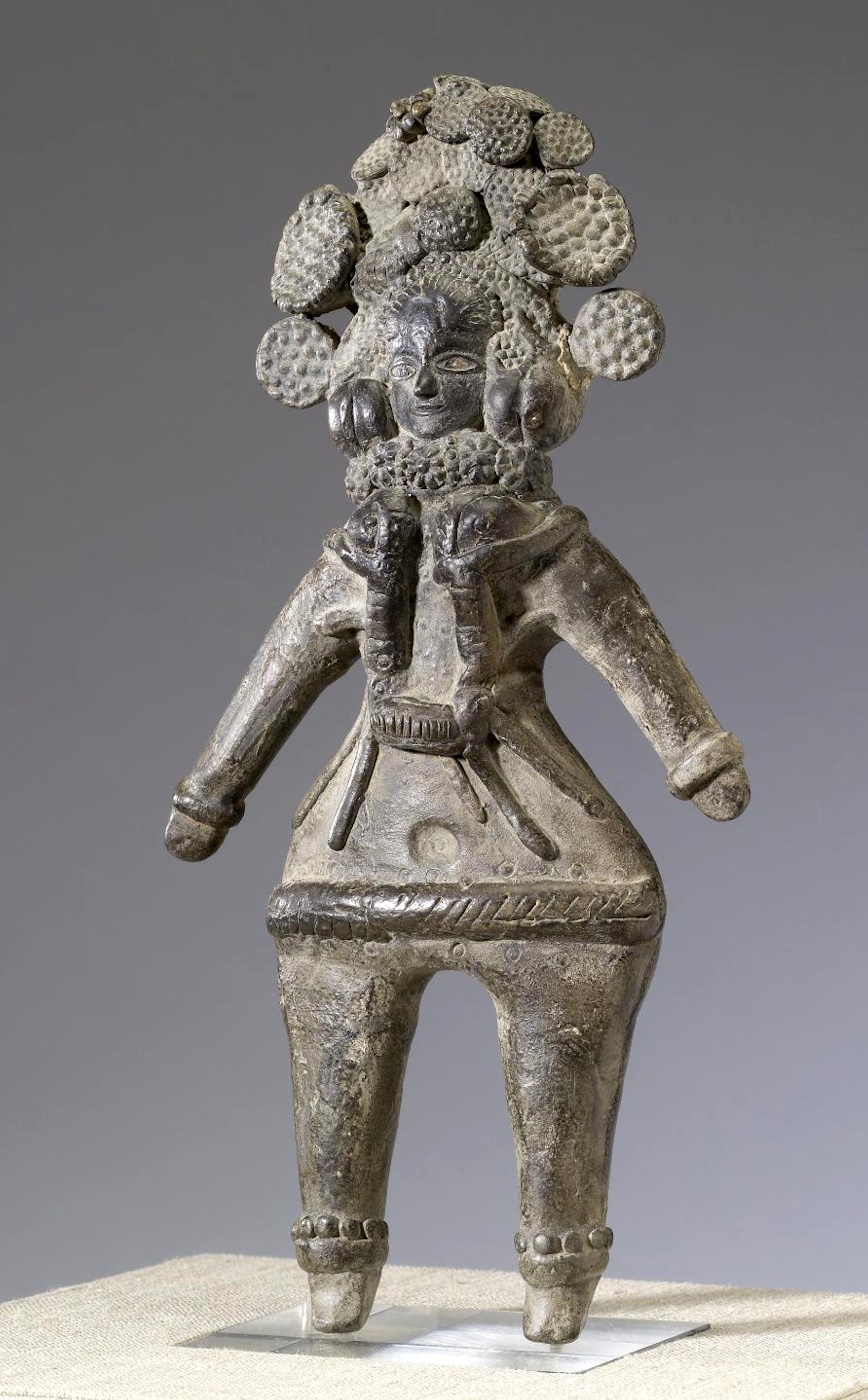
تمثال نذري من التيراكوتا من ماثورا. يشير الوركان العريضان وغطاء الرأس الزهري الرائع إلى التفاني في سبيل الخصوبة والوفرة. لديها سيقان لوتس في رأسها، ويتشبث بها الأطفال. الارتفاع: 25.7 سم. ماثور، القرنين الثالث والثاني ق.م.

رغم عدم وجود تماثيل حجرية أو عمارة معروفة من الفترة الماورية في ماثورا، استُخرِجَت بعض تماثيل التراكوتا عالية الجودة نسبيًا من الطبقات الأرضية التي تعود إلى فترة الإمبراطورية الماورية في الحفريات. قد يشير هذا إلى وجود مستوى ما من الإبداع الفني في ماثورا خلال هذه الفترة. يُعتَقَد أن تخليق تماثيل الطين كان أسهل بكثير من نحت الحجر، ولذلك أصبح الشكل السائد للتعبير الفني. عُثِرَ على التمثال الأول في ماثورا في طبقات يعود تاريخها إلى أواخر القرنين الرابع والثاني ق.م.، ويبدو أن إنتاجها، جنبًا إلى جنب مع المنمنمات المصاحبة لها من التيراكوتا للخزانات والمعابد، قد استمر لما يقرب من ألف عام.
أظهرت التراكوتا عمومًا ما يبدو أنه إلاهات إناث أو إلاهات أمهات، ونساء من القرن الثاني في غطاء الرأس المشغول. يصف النص الفيدى القديم لشاتاباثا براهمانا مثل هذه التماثيل بأنها «عريضة الفخذين، مع انحناءة ناعمة لمنطقة الثدي وخصر نحيل» ويشير إلى أنها تجسيدات للأرض، وخاصة إلاهات الأرض بريثيفي وأديتي بصفتهما «الحاويتان والداعمتان للعالم كله» و«مستودع كل الآلهة». غالبًا ما يكون غطاء رأس التماثيل مزينًا بسيقان اللوتس، كاملة بمتاع اللوتس المخروطي مع بذوره، والتي ترمز إلى الخصوبة والجمال. ستبقى اللوتس تعبيرًا عن الإلاهات الإناث في الفترات اللاحقة. تُظهر بعض تماثيل التراكوتا أيضًا طفلًا أو أطفالًا يتشبثون بالإلهة، ما يؤكد دورها كرمز للخصوبة. يبدو أن عبادة هؤلاء الإلاهات الإناث، التي تتميز بأشكال صغيرة وسهلة الصنع، كانت محلية في الأساس.